# Janet Margolin
Janet Margolin (New York, 1943. július 25. – Los Angeles, Kalifornia, 1993. december 17.) amerikai színésznő.

## Élete és pályafutása
Janet Margolin New Yorkban született zsidó családban, Benjamin Margolin Oroszországban született könyvelő, és Annette Margolin gyermekeként. 
Margolin Előadóművészeti főiskolán tanult és 1961-ben, 18 éves korában, a New York-i Shakespeare fesztiválon és  Broadway-n is szerepelt színpadon. 
Első filmszerepét 1962-ben játszotta, ő volt a női főszereplő a David és Lisa című filmben. 1990-ig számos filmben és televíziós sorozatban játszott. Olyan híres rendezők filmjeiben is szerepelt, mint Woody Allen (Fogd a pénzt és fuss!, Annie Hall) vagy Jonathan Demme (Utolsó ölelés). 1990-től visszavonult a filmezésből. 
1968 és 1971 között Jerry Brandt, 1979-től 1993-ig (haláláig) a színész és rendező, Ted Wass felesége volt. Két gyermeke született, Julian és Matilda.

## Halála
Margolin Los Angeles-ben hunyt el 1993. december 17-én, 50 éves korában. Halálát petefészekrák okozta. Hamvait egy urnakertben helyezték el a Los Angeles-i Westwood Memorial Parkban.

## Filmográfia

### Film
| Év   | Cím                                   | Szerep          | Megjegyzés                                             |
| ---- | ------------------------------------- | --------------- | ------------------------------------------------------ |
| 1962 | David és Lisa                         | Lisa Brandt     | Golden Globe-díjra és BAFTA-ra jelölték                |
| 1965 | A világ legszebb története – A Biblia | Betániai Mária  | Magyar hangja: Zsigmond Tamara                         |
| 1965 | Bus Riley's Back in Town              | Judy            |                                                        |
| 1965 | Morituri                              | Esther          | Alternatív cím: Saboteur: Code Name Morituri           |
| 1966 | The Eavesdropper                      | Inés            | Alternatív cím: El ojo que espía                       |
| 1966 | Nevada Smith                          | Neesa           | Magyar hangja: Roatis Andrea                           |
| 1967 | Enter Laughing                        | Wanda           |                                                        |
| 1968 | Jó estét, Mrs. Campbell!              | Gia Campbell    | Magyar hangjai: Piros Ildikó (1970), Antal Olga (1984) |
| 1969 | Fogd a pénzt és fuss!                 | Louise          | Magyar hangjai: Detre Annamária                        |
| 1973 | Your Three Minutes Are Up             | Betty           |                                                        |
| 1977 | Annie Hall                            | Robin           | Magyar hangja: Császár Angela                          |
| 1979 | Utolsó ölelés                         | Ellie Fabian    | Kiss Erika                                             |
| 1988 | Elhaló mennydörgés                    | Barbara Lambert | Szabó Éva                                              |
| 1989 | Szellemirtók 2.                       | Ügyésznő        | Menszátor Magdolna                                     |

### Televízió
| Év        | Cím                               | Szerep             | Megjegyzés                                               |
| --------- | --------------------------------- | ------------------ | -------------------------------------------------------- |
| 1961      | The Edge of Night                 | Betty Morrissey    | 1961. augusztus 17-i epizód                              |
| 1962      | Ben Casey                         | Illyana Trivas     | "Legacy from a Stranger" című részben                    |
| 1962      | Alcoa Premiere                    | Barbara            | "The Hands of Danofrio" című részben                     |
| 1963      | East Side/West Side               | Doris Arno         | "You Can't Beat the System" című részben                 |
| 1963      | The Defenders                     | Dinah Caldwell     | "Old Lady Ironsides" című részben                        |
| 1964      | Arrest and Trial                  | Helen Kazar        | "A Circle of Strangers" című részben                     |
| 1966      | Ten Blocks on the Camino Real     | Esmerelda          | TV-film                                                  |
| 1967      | Coronet Blue                      | Riva               | "The Assassins" című részben                             |
| 1971      | Medical Center                    | Terri Spencer      | "Web of Darkness" című részben                           |
| 1971      | The Young Lawyers                 | Celia Bradbury     | "The Bradbury War" című részben                          |
| 1971      | The Interns                       | Rose               | "The Manly Arts" című részben                            |
| 1971      | The Last Child                    | Karen Miller       | TV-film                                                  |
| 1971      | Owen Marshall: Counselor at Law   | Jan Herron         | "The Forest and the Trees" című részben                  |
| 1972      | The Mod Squad                     | Cathy              | "Eyes of the Beholder" című részben                      |
| 1972      | Family Flight                     | Carol Rutledge     | TV-film                                                  |
| 1973-1975 | Police Story                      | Various            | 3 részben                                                |
| 1974      | Pray for the Wildcats             | Krissie Kincaid    | TV-film                                                  |
| 1974      | Planet Earth                      | Harper-Smythe      | TV-film                                                  |
| 1974      | Lucas Tanner                      | Zeta Alexander     | "By the Numbers" című részben                            |
| 1975      | The Wide World of Mystery         | Susan Browning     | "Please Call It Murder" című részben                     |
| 1975      | Police Woman                      | Lisa Tibbett       | "Pattern for Evil" című részben                          |
| 1975      | S.W.A.T.                          | Emily              | "Vigilante" című részben                                 |
| 1976      | Joe Forrester                     |                    | "The Promised Land" című részben                         |
| 1976      | Serpico                           | Helena             | "The Serbian Connection" című részben                    |
| 1976-1977 | Lanigan's Rabbi                   | Miriam Small       | 5 részben                                                |
| 1977      | Martinelli, Outside Man           | Rosalie            | TV-film                                                  |
| 1977      | Murder in Peyton Place            | Betty Anderson     | TV-film                                                  |
| 1977      | Sharon: Portrait of a Mistress    | Carol              | TV-film                                                  |
| 1977      | Starsky és Hutch                  | Dr. Judith Kaufman | 2 részben                                                |
| 1978      | The Eddie Capra Mysteries         | Daniella           | "Nightmare at Pendragon Castle" című részben             |
| 1979      | The Triangle Factory Fire Scandal | Rose               | TV-film                                                  |
| 1980      | The Plutonium Incident            | Judith Longden     | TV-film                                                  |
| 1987      | Tonight's the Night               | Chris              | TV-film                                                  |
| 1990      | Columbo                           | Theresa Goren      | "Murder In Malibu" című részben                          |
| 1990      | Gyilkosság utánvéttel             | Maye Walsh         | TV-film, Magyar hangjai: Zsurzs Kati, Biró Anikó         |
| 1990      | Gyilkos sorok                     | Rita Garrison      | "Deadly Misunderstanding" című részben, (utolsó szerepe) |

## Fordítás
- Ez a szócikk részben vagy egészben  a   Janet Margolin című angol Wikipédia-szócikk fordításán alapul.  Az eredeti cikk szerkesztőit annak laptörténete sorolja fel. Ez a jelzés csupán a megfogalmazás eredetét és a szerzői jogokat jelzi, nem szolgál a cikkben szereplő információk forrásmegjelöléseként.